# Carla Gallo
Carla Paolina Gallo (Brooklyn, Nova Iorque, Estados Unidos, 24 de Junho de 1975), é uma atriz norte-americana.

## Filmografia parcial
| Ano       | Título                  | Personagem          | Notas |
| --------- | ----------------------- | ------------------- | --- |
| 1994      | Spanking the Monkey     | Toni Peck           | |
| 1999      | The 24 Hour Woman       | Pantyhose Victim    | |
| 1999      | Law & Order             | Janet Tuckman       | episódio: "Hunters" |
| 2000      | ER                      | Emma Miller         | episódio: "Flight of Fancy" |
| 2001–2002 | Undeclared              | Lizzie Exley        | Tv, 17 episódios |
| 2002      | The Gray in Between     | Stephanie           | |
| 2003–2005 | Carnivàle               | Libby Dreyfuss      | TV, 24 episódios |
| 2005      | Sexual Life             | Terri               | |
| 2005      | The 40-Year-Old Virgin  | Toe-Sucking Girl    | |
| 2006      | What About Brian        | Brenda              | episódio: "Episode #1.7" |
| 2006      | Mission: Impossible III | Beth                | |
| 2007      | Crossing Jordan         | Marissa Owens       | episódio: "Fall from Grace" |
| 2007      | House M.D.              | Janie               | Act Your Age" |
| 2007      | Knocked Up              | woman at bar        | |
| 2007      | Superbad                | Period Blood Girl   | |
| 2008      | Insanitarium            | Vera Downing        | |
| 2008      | Bones                   | Daisy Wick          | Episódios: "The Man in the Outhouse" "The Skull in the Sculpture" "The Cinderella in the Cardboard" (2009) "The End In The Beginning" (2009) "A Night at the Bones Museum" (2009) "The Goop on the Girl" (2009) "The Bones on the Blue Line" (2010) "The Beginning in the End" (2010) "The Mastodon in the Room" (2010) "The Shallow in the Deep" (2010) "The Prince in the Plastic" (2011) "The Prisoner in the Pipe" (2012) |
| 2008      | Californication         | Daisy               | Episódios: "The Great Ashby" "No Way To Treat a Lady" "Vaginatown" "Coke Dick and the First Kick" "In a Lonely Place" "Going Down and Out in Beverly Hills" "La Ronde" "In Utero" "Blues From Laurel Canyon" "La Petite Mort" "Slow Happy Boys" |
| 2008      | NCIS                    | Melissa Wheeler Fox | episódio:"Silent Night" |
| 2009      | Men of a Certain Age    | Annie               | |
| 2009      | I Love You, Man         | Zooey's Friend #4   | |
| 2009      | Mad Men                 | Karen Ericson       | episódios: "The Arrangements" "The Grown-Ups" |
| 2009      | The Slammin' Salmon     | Stacy               | |
| 2010      | Mother and Child        | Tracy               | |
| 2010      | Get Him to the Greek    | Destiny             | |
| 2011      | Outsourced              | Debbie              | episódio: "The Todd Couple" |
| 2011      | Traffic Light           | Natasha             | episódio: "All the Precedent's Men" |
| 2011      | L.A. Noire              | Gloria Bishop       | |
| 2011      | We Bought a Zoo         | Rhonda              | |
| 2011      | 2 Broke Girls           | Stephanie           | episódio: "And the Pretty Problem" |